# Cyphostemma alnifolium
Cyphostemma alnifolium är en vinväxtart som först beskrevs av Georg August Schweinfurth och Jules Émile Planchon, och fick sitt nu gällande namn av Descoings. Cyphostemma alnifolium ingår i släktet Cyphostemma och familjen vinväxter. Inga underarter finns listade i Catalogue of Life.